# Homicide (série télévisée)
Pour les articles homonymes, voir Homicide (homonymie).
Homicide (Homicide: Life on the Street) est une série télévisée américaine en 122 épisodes de 45 minutes, créée par Paul Attanasio et diffusée entre le 31 janvier 1993 et le 21 mai 1999 sur le réseau NBC.
En France, la série a été diffusée entre le 3 avril 1998 et le 28 mars 2001 sur Série Club, et au Québec à partir de février 2000 à Séries+.

## Synopsis
Cette série met en scène les enquêtes criminelles d'une unité de la police de Baltimore.

## Distribution
- Ned Beatty (VF : William Sabatier) : Détective Stanley Bolander (saisons 1-3)
- Richard Belzer (VF : Jean-Luc Kayser) : Détective John Munch
- Daniel Baldwin (VF : Patrick Poivey) : Détective Beau Felton (saisons 1-3)
- Melissa Leo (VF : Catherine Hamilty) : Détective Kay Howard (saisons 1-5)
- Clark Johnson (VF : Jérôme Berthoud) : Détective Meldrick Lewis
- Andre Braugher (VF : Jean-Paul Pitolin) : Détective Frank Pembleton (saisons 1-6)
- Yaphet Kotto (VF : Henry Djanik) : Lieutenant Al « Gee » Giardello
- Kyle Secor (VF : Bertrand Liebert) : Détective Tim Bayliss
- Željko Ivanek (VF : Daniel Lafourcade) : Ed Danvers
- Jon Polito (VF : Roger Lumont) : Détective Steve Crosetti (saisons 1-2)
- Isabella Hofmann (en) (VF : Anne Deleuze) : Lieutenant Megan Russert (saisons 2-4)
- Reed Diamond (VF : Régis Reuilhac) : Détective Michael "Mike" Kellerman (saisons 3-6)
- Max Perlich (VF : David Kruger) : J.H. Brodie (saisons 3-5)
- Michelle Forbes (VF : Kathleen Dirigo) : Dr Julianna Cox (saisons 4-6)
- Peter Gerety (VF : Mario Santini) : Détective Stuart Gharty (saisons 4-7)
- Jon Seda (VF : Thierry Bourdon) : Détective Paul Falsone (saisons 5-7)
- Callie Thorne (VF : Brigitte Aubry) : Détective Laura Ballard (saisons 5-7)
- Michael Michele (VF : Sophie Baranes) : Détective Rene Sheppard (saison 7)
- Toni Lewis (VF : Nathalie Jouin) : Détective Terri Stivers (saisons 5-7)
- Giancarlo Esposito (VF : Jérôme Rebbot) : Détective Mike Giardello (saison 7)
- James Earl Jones : Felix Wilson (saison 6)

## Épisodes

### Première saison (1993)
1. Remise en question (Gone for Goode)
2. Le Fantôme d'Agnès (Ghost of a Chance)
3. La Veuve noire (Son of a Gun)
4. Patrouille de nuit (A Shot in the Dark)
5. Trois hommes et Adena (Three Men and Adena)
6. La Vie dissolue de Pony Johnson (A Dog and Pony Show)
7. Ballade à Washington (And the Rockets Dead Glare)
8. Invitation (Smoke Gets in Your Eyes)
9. Canicule (Night of the Dead Living)

### Deuxième saison (1994)
1. Engrenage (Bop Gun)
2. Euthanasie (See No Evil)
3. Deux poids, deux mesures (Black and Blue)
4. Une belle histoire (A Many Splendored Thing)

### Troisième saison (1994-1995)
1. Co-existence (Nearer My God to Thee)
2. Les Gants blancs (Fits Like a Gloves)
3. Extrême onction (Extreme Unction)
4. Le Monde à l'envers (A Model Citizen)
5. Content d'être là (Happy to Be Here)
6. Crosetti (Crosetti)
7. Les Derniers Bâteliers (The Last of the Waterman)
8. Un gamin infernal (All Through the House)
9. Fibre maternelle (Every Mother's Son)
10. Pour l'amour de Sarah (Cradle to Grave)
11. Retrouvailles (Partners)
12. Le Choc [1/3] (The City That Bleeds [1/3])
13. Impasse [2/3] (Dead End [2/3])
14. On ne joue plus [3/3] (End Game [3/3])
15. La Loi et le Désordre (Law and Disorder)
16. Le Vieil Homme et la Mort (The Old and the Dead)
17. Course contre la montre (In Search of Crimes Past)
18. Désillusion (Nothing Personal)
19. Dérives (Colors)
20. Frank a perdu la tête (The Gas Man)

### Quatrième saison (1995-1996)
1. Incendie [1/2] (Fire [1/2])
2. Incendie [2/2] (Fire [2/2])
3. Vidéomania (Autofocus)
4. Tueur en série (Thrill of the Kill)
5. Crimes odieux (Hate Crimes)
6. Des yeux de poupées (A Doll's Eyes)
7. Emmuré vivant (Heartbeat)
8. Sniper [1/2] (Sniper [1/2])
9. Sniper [2/2] (Sniper [2/2])
10. Le Chapeau (The Hat)
11. Secrets (I've Got a Secret)
12. Pour le bien du pays [2/2] (For God and Country [2/2])
13. Justice ou parodie [1/2] (Justice [1/2])
14. Justice ou parodie [2/2] (Justice [2/2])
15. Surveillance (Stakeout)
16. Requiem pour Adena (Requiem for Adena)
17. La Nuit de la pleine lune (Full Moon)
18. A qui de jouer ? (Scene of the Crime)
19. Carte de famille (Map of the Heart)
20. Le Grand Saut (The Damage Done)
21. Le Mariage (The Wedding)
22. Surmenage (Work Related)

### Cinquième saison (1996-1997)
1. Prise d'otages [1/2] (Hostage [1/2])
2. Prise d'otages [2/2] (Hostage [2/2])
3. Mutinerie (Prison Riot)
4. Mauvais traitement (Bad Medecine)
5. Le Docteur et Moi (M.E., Myself and I)
6. Mensonges (White Lies)
7. La Fièvre du samedi soir (The Heart of a Saturday Night)
8. Les Enfants terribles (The True Test)
9. Maîtrise de soi (Control)
10. Le marié était en noir (Blood Wedding)
11. Documentaire (The Documentary)
12. Trahison (Betrayal)
13. Un homme d'honneur (Have a Conscience)
14. A la une (Diener)
15. La Bague (Wu's on First?)
16. La Saint Valentin (Valentine's Day)
17. Kaddish, la prière des morts (Kaddish)
18. Libération (Double Blind)
19. Le Point final (Deception)
20. Renouveau (Narcissus)
21. Partenaire ou étranger [1/2] (Partners and Other Strangers [1/2])
22. Partenaire ou étranger [2/2] (Strangers and Other Partners [2/2])

### Sixième saison (1997-1998)
1. Les Liens du sang [1/3] (Blood Ties [1/3])
2. Les Liens du sang [2/3] (Blood Ties [2/3])
3. Les Liens du sang [3/3] (Blood Ties [3/3])
4. Naissance (Birthday)
5. Mon enfant [2/2] (Baby, It's You [2/2])
6. La Rose de Saigon (Saigon Rose)
7. Heure de pointe (Subway)
8. Joyeux Noël (All Is Bright)
9. A vos amours (Closet Cases)
10. Les Péchés du père (Sins of the Father)
11. Suicide ou Meurtre ? (Shaggy Dog, City Goat)
12. On ne touche pas au sacré [1/2] (Something Sacred [1/2])
13. On ne touche pas au sacré [2/2] (Something Sacred [2/2])
14. La guerre est finie (Lies and Other Truths)
15. Les Pit-bulls attaquent (Pit Bull Sessions)
16. Pitié (Mercy)
17. Enlèvement (Abduction)
18. Le Champion (Full Court Press)
19. Simple strangulation (Strangled, Not Stirred)
20. Cachotteries (Secrets)
21. Voyage dans le passé (Finnigan's Wake)
22. La Chute du héros [1/2] (Fallen Heroes [1/2])
23. La Chute du héros [2/2] (Fallen Heroes [2/2])

### Septième saison (1998-1999)
1. La Famille (La Famiglia)
2. Amour fraternel (Brotherly Love)
3. Rien qu'une vieille chanson d'amour (Just An Old Fashioned Love Song)
4. Roman noir (The Twenty Percent Solution)
5. Poison (Red, Red Wine)
6. Chasseurs de primes [1/2] (Wanted Dead or Alive [1/2])
7. Chasseurs de primes [2/2] (Wanted Dead or Alive [2/2])
8. Kellerman, détective privé [1/2] (Kellerman P.I. [1/2])
9. Kellerman, détective privé [2/2] (Kellerman, P.I. [2/2])
10. Points de vue différents (Shades of Grey)
11. Un squelette encombrant (Bones of Contention)
12. Retour au Vietnam (The Same Coin)
13. Meurtre sur internet (Homicide.com)
14. Meurtre ou accident (A Case of Do or Die)
15. Dans les hautes sphères [2/2] (Sideshow [2/2])
16. Vérité du passé (Truth Will Out)
17. Zen et l'Art du meurtre (Zen and the Art of Murder)
18. Légitime défense (Self Defense)
19. Cellule de crise (Identity Crisis)
20. Bandes rivales (Lines of Fire)
21. Crise d'identité (The Why Chromosome)
22. Pardonnez-nous nos faux pas (Forgive Us Our Trespasses)

## Commentaires
Cette série, produite par Barry Levinson et dont le scénariste Tom Fontana a écrit une partie des épisodes, est basée sur le livre de David Simon, Homicide: A year on the killing streets, où il relate son expérience dans la brigade criminelle de la police de Baltimore. La plupart des personnages de la série sont donc basés sur des individus réels.
À la suite des mauvaises audiences de la saison 1, la série est menacée d'annulation mais NBC décide de lui donner une autre chance (grâce aux deux Emmys remportés pour le pilote et au succès de NYPD Blue) en commandant… seulement quatre épisodes.

### Crossover
Fait rarissime, le détective John Munch (Richard Belzer) apparaît, en plus de son rôle régulier dans Homicide et New York, unité spéciale, dans six autres séries :
1. New York, police judiciaire - quatre épisodes : Panique dans le métro, Mon enfant, Querelles de clochers et Une famille intouchable
  - La première partie de l'épisode Pour le bien du pays (4-12) se déroule à New York dans l'épisode Panique dans le métro (6-13) de New York, police judiciaire.
  - La première partie de l'épisode Mon enfant (6-5) se déroule à New York dans l'épisode Mon enfant (8-6) de New York, police judiciaire.
  - La première partie de l'épisode Dans les hautes sphères (7-15) se déroule à New York dans l'épisode Querelles de clochers (9-14) de New York, police judiciaire.
2. X-Files - un épisode : Les Bandits solitaires
3. The Beat (en) - un épisode : They Say It's Your Birthday
4. New York, cour de justice - un épisode : Quand les morts parlent
5. Arrested Development - un épisode : Le Voyage en Irak
6. Sur écoute - un épisode : Un accent de Baltimore

## Récompenses
- Emmy Award 1993 : Meilleur scénario de Tom Fontana pour l'épisode Trois hommes et Adena
- Emmy Award 1993 : Meilleure réalisation de Barry Levinson pour l'épisode Remise en question
- Emmy Award 1998 : Meilleur acteur pour Andre Braugher
- Emmy Award 1998 : Meilleur casting pour une série